# Pista mirabilis
Pista mirabilis är en ringmaskart som beskrevs av McIntosh 1885. Pista mirabilis ingår i släktet Pista och familjen Terebellidae. Arten har ej påträffats i Sverige. Inga underarter finns listade i Catalogue of Life.